# 千葉県道32号大多喜君津線

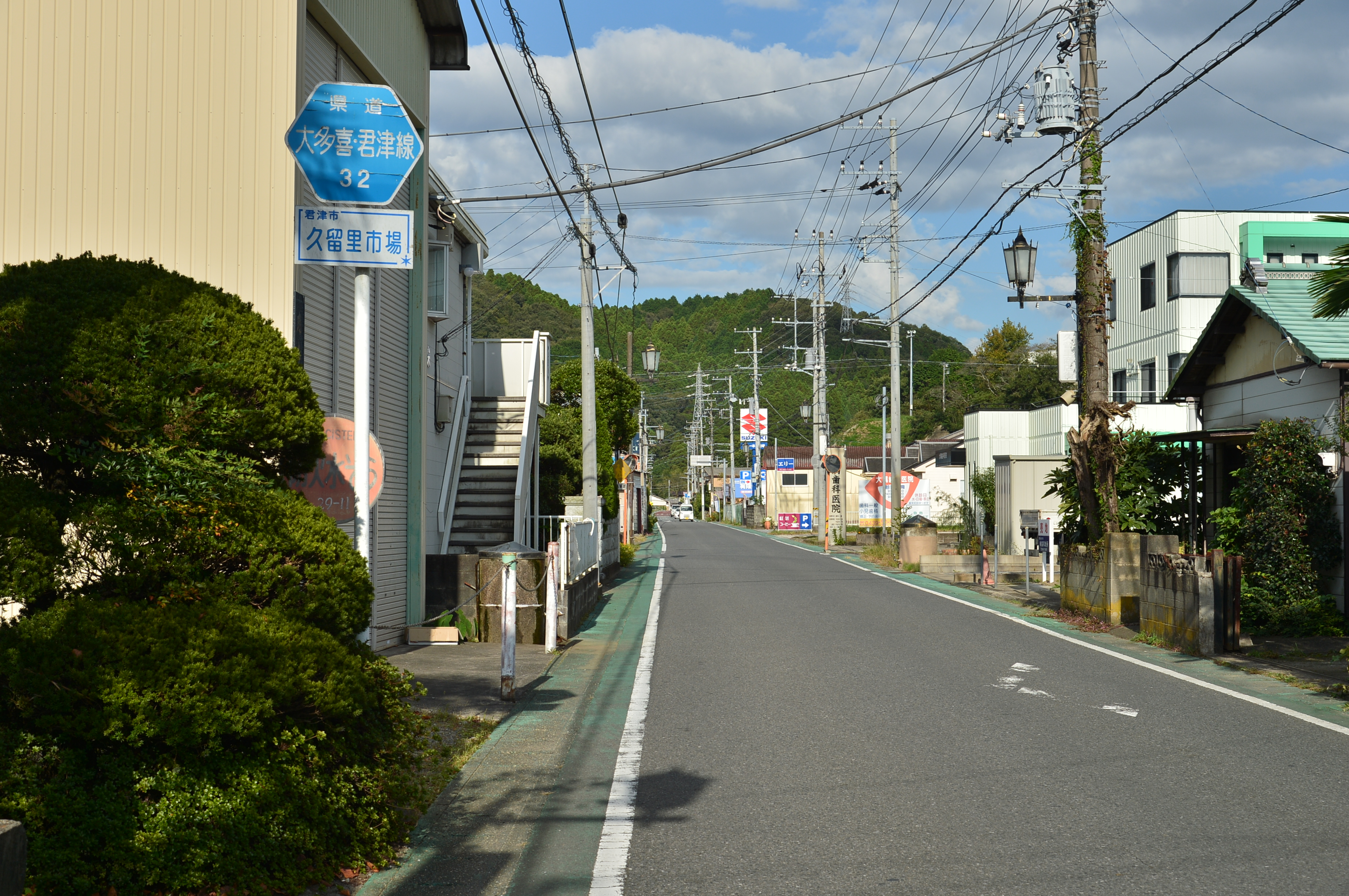
千葉県道32号大多喜君津線・君津市久留里市場（2016年10月）

千葉県道32号大多喜君津線（ちばけんどう32ごう おおたききみつせん）は千葉県夷隅郡大多喜町三又を起点とし、君津市久留里市場を終点とする主要地方道である。
房総丘陵の山中を走り、千葉県道81号市原天津小湊線と重複する区間には養老渓谷がある。

## 概要
- 起点：夷隅郡大多喜町三又[1]（国道297号交点）
- 終点：君津市久留里市場[1] 久留里交差点（国道410号交点）
- 総延長：*.* km（夷隅土木事務所管内：11.931 km[2]、市原土木事務所管内：*.* km、君津土木事務所管内：4.691 km[3]）
- 重用延長：*.* km（夷隅土木事務所管内：9.195 km、市原土木事務所管内：*.* km、君津土木事務所管内：0.0 km）
- 実延長：16.386 km（夷隅土木事務所管内：2.736 km[2]、市原土木事務所管内：8.959 km[1]、君津土木事務所管内：4.691 km[3]）
- 県道認定：1955年（昭和30年）3月4日
- Google マップ - 国道465号からの分岐点以降の区間のみ

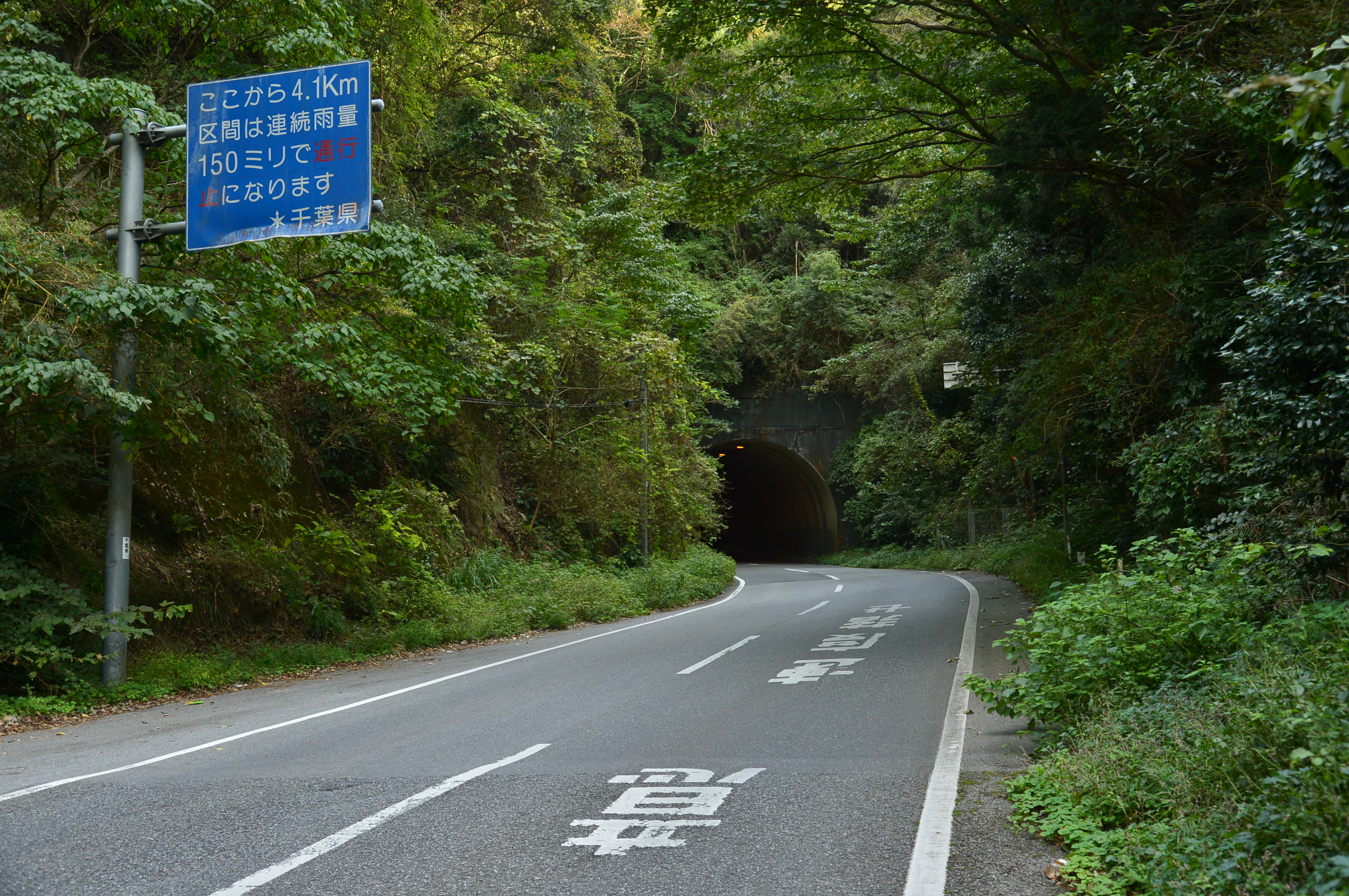
君津市川谷にて。ここから大多喜方面へ、4.1km区間は連続雨量150ミリにて通行止規制になる。（2016年10月）

## 重複区間
- - 信号無交差点（中野）（国道465号）
- 信号無交差点（石神） - 信号無交差点（大久保）（千葉県道81号市原天津小湊線）

## 地理

### 通過する自治体
- 千葉県
  - 夷隅郡大多喜町 - 市原市 - 君津市

### 経路および交差・接続する主な道路・河川・鉄道
- 千葉県夷隅郡大多喜町
  - 三又交差点（国道297号）
  - 黒原交差点（この間より国道465号との重複区間開始）
  - 三又鉄橋（いすみ鉄道をアンダーパス）
  - 信号無交差点（中野）（国道465号）
  - 踏切（名称不明）（小湊鉄道線） - 2度交差。
- 千葉県市原市
  - 信号無交差点（石神）（千葉県道81号市原天津小湊線）
  - 信号無交差点（大久保）（千葉県道81号市原天津小湊線）
  - 橋梁（名称不明）（養老川）
  - 踏切（名称不明）（小湊鉄道線）
  - トンネル（名称不明）
  - 信号無交差点（月崎）（千葉県道172号大多喜里見線）
  - 橋梁（名称不明）（浦日川）
  - 菅野トンネル
- 千葉県君津市
  - 橋梁（名称不明）（御腹川）
  - 内山トンネル
  - 久留里交差点（国道410号） - 国道410号と千葉県道93号久留里鹿野山湊線の交点がすぐ近くに位置する

## 周辺の地理・施設
- 西畑川
- 総元駅
- 西畑駅
- 上総中野駅
- 千葉夷隅ゴルフクラブ
- 加茂畜産団地
- 千葉県乳牛育成牧場
- 養老渓谷
- 市原市立白鳥小学校
- 上総大久保駅
- 君津市立久留里小学校
- 君津市立久留里中学校
- 久留里駅